# ذا مارك أف كري
ذا مارك أف كري، هي لعبة فيديو أكشن-مغامرات، طورها المطور ستوديو سان دييغو، ونشرتها سوني كمبيوتر إنترتنمنت، صدرت عام 2002، وهي متوفرة حصريا على منصة بلاي ستيشن 2.